# هندبال
هَندبال به‌عنوان یکی از پویاترین ورزش‌های گروهی، تلفیقی استثنایی از سرعت، قدرت و راهکُنِش را به نمایش می‌گذارد. این ورزش که ریشه‌ در فعالیت‌های بدنی اروپای قرن نوزدهم دارد، امروزه به‌عنوان یکی از رشته‌های محبوب المپیک و رقابت‌های جهانی شناخته می‌شود. هندبال نه‌تنها نیازمند توانایی‌های جسمانی ممتاز است، بلکه هوشِ بازی‌خوانی و هماهنگی تیمی را نیز به‌شدت طلب می‌کند.  

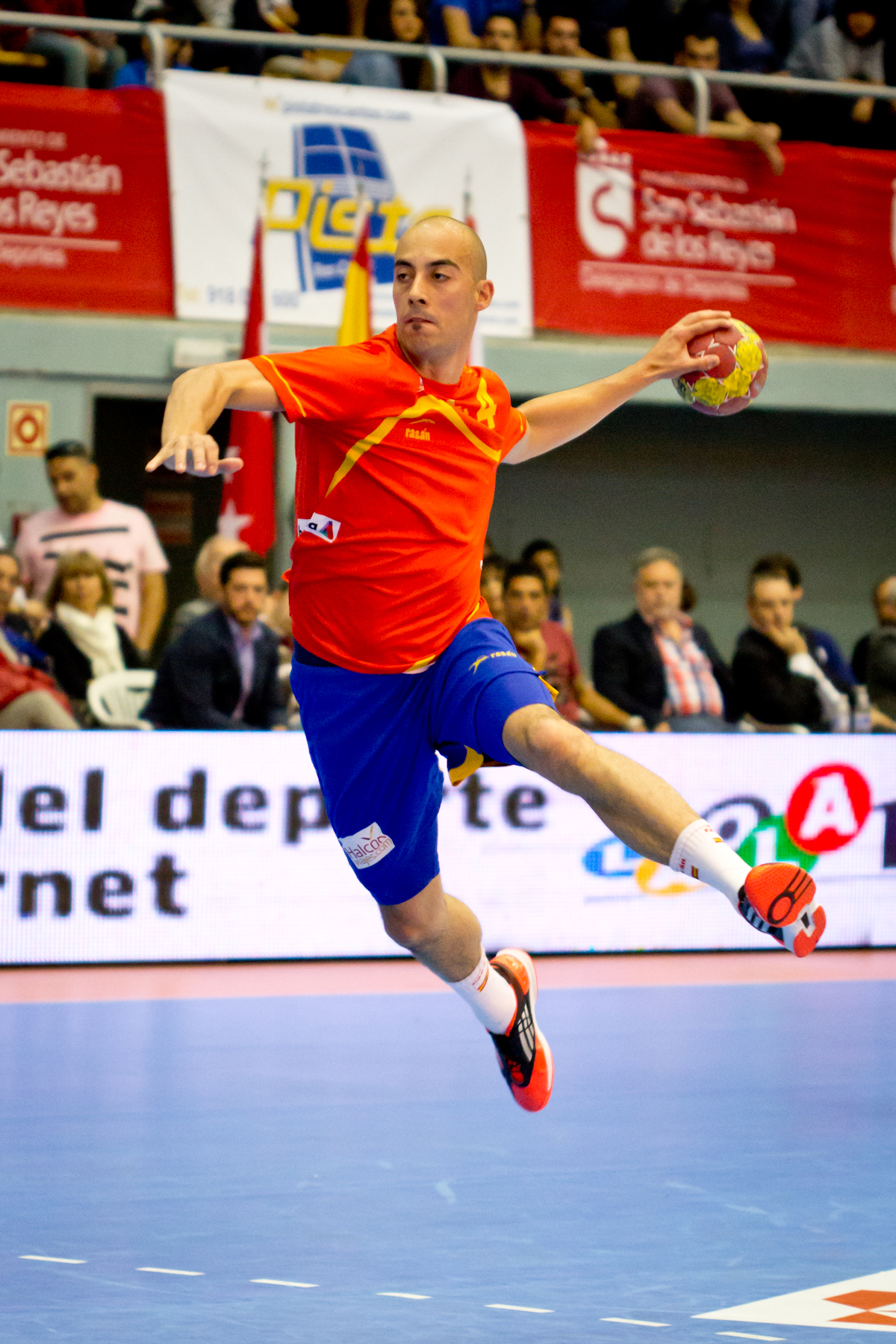

میدان هندبال، عرصه‌ای مستطیل‌شکل با ابعادی استاندارد است که در آن دو تیم هفت‌نفره—شامل شش بازیکن میدانی و یک دروازه‌بان—به رقابت می‌پردازند. هدف اصلی این ورزش، گلزنی به دروازه حریف است؛ عملی که مستلزم دقت، چابکی و توانایی عبور از سد دفاعی تیم مقابل می‌باشد. توپ هندبال، کوچک‌تر از توپ فوتبال اما متناسب با اندازه کف دست طراحی شده است تا کنترل و پرتاب آن با یک دست ممکن گردد.  

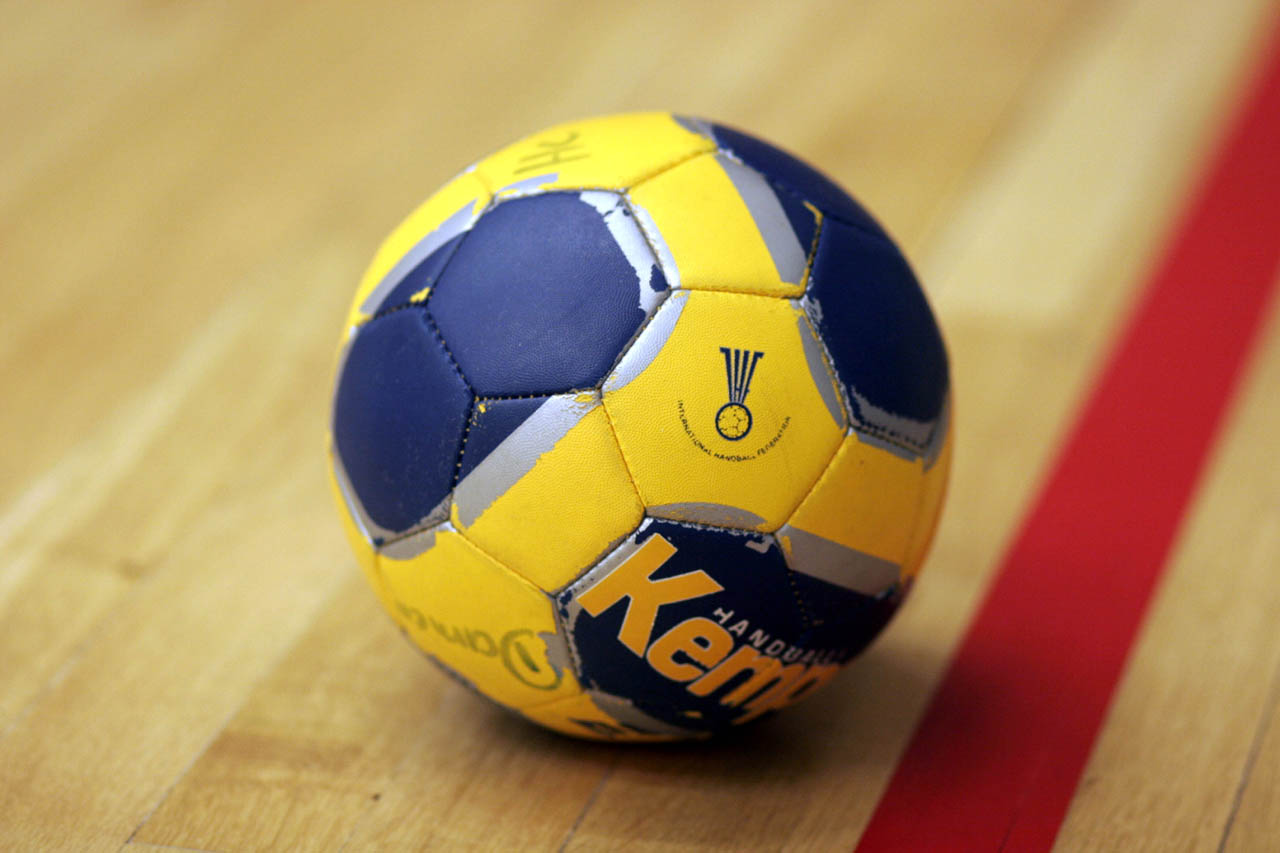
نوعی از توپ هندبال

قوانین هندبال ترکیبی از محدودیت‌ها و آزادی‌های حرکتی است. بازیکنان حق ندارند بیش از سه گام بدون دریبل‌زدن با توپ بدوند یا آن را بیش از سه ثانیه بدون حرکت نگه دارند؛ این الزامات، بازی را به‌صورتی پویا و انفجاری تبدیل می‌کند. از سوی دیگر، برخوردهای بدنی تنها در چارچوب مشخصی مجازند و هرگونه رفتار خشن با جریمه‌های سنگین—مانند اخطار، دو دقیقه تعلیق یا حتی اخراج—مواجه می‌شود.  

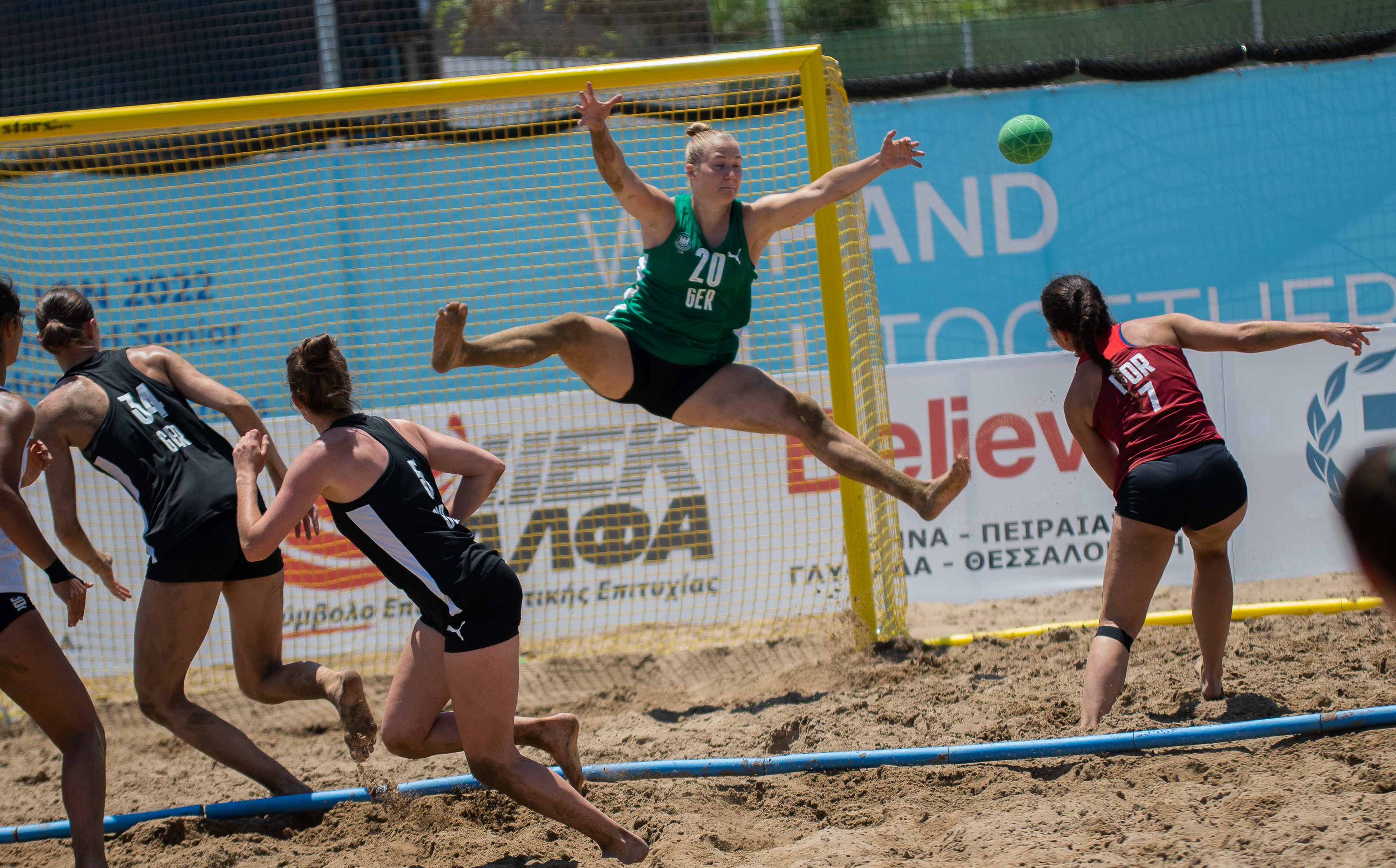

راهکُنِش‌های هندبال به دو بخش اصلی دفاع و حمله تقسیم می‌شوند. در حالت دفاعی، بازیکنان معمولاً در قالب ساختارهای ۶–۰ یا ۵–۱ سازماندهی می‌شوند تا فضای دروازه را مسدود کنند. در مقابل، هنگام حمله، حرکات سریع، پاس‌های دقیق و پرتاب‌های قدرتی از راهبردهای کلیدی محسوب می‌گردند. نقش مربی در تحلیل عملکرد تیم حریف و تنظیم راهبُردهای مناسب نیز غیرقابل انکار است.  

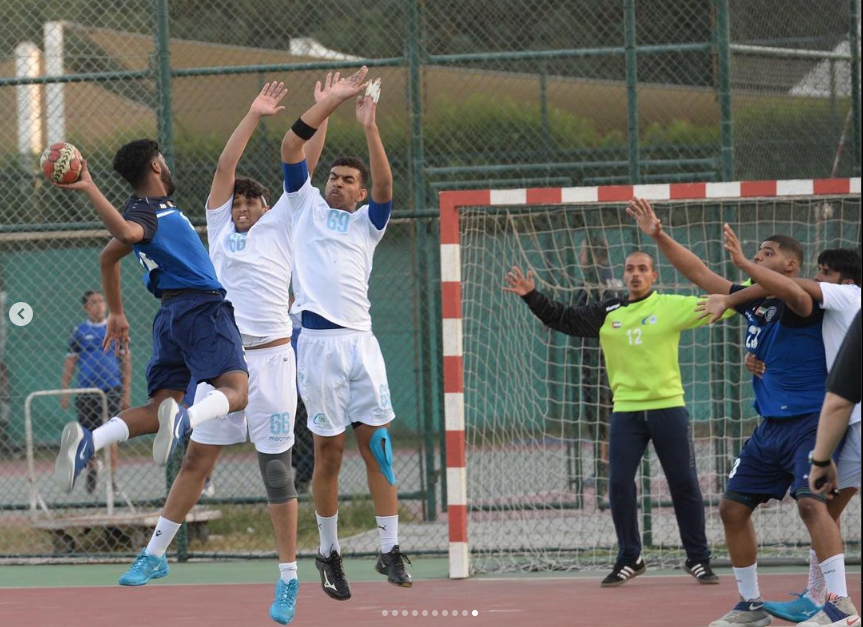

هندبال در سطوح مختلف—از مسابقات مدرسه‌ای تا لیگ‌های حرفه‌ای—برگزار می‌شود و هر سطح، نیازمند مهارت‌های خاص خود است. بازیکنان نخبه این رشته، علاوه بر قدرت بدنی بالا، از واکنش‌های سریع و توانایی تصمیم‌گیری در کسری از ثانیه برخوردارند. جذابیت هندبال در همین تعامل پیچیده بین ذهن و بدن نهفته است؛ تعاملی که آن را از بسیاری از ورزش‌های دیگر متمایز می‌سازد.  

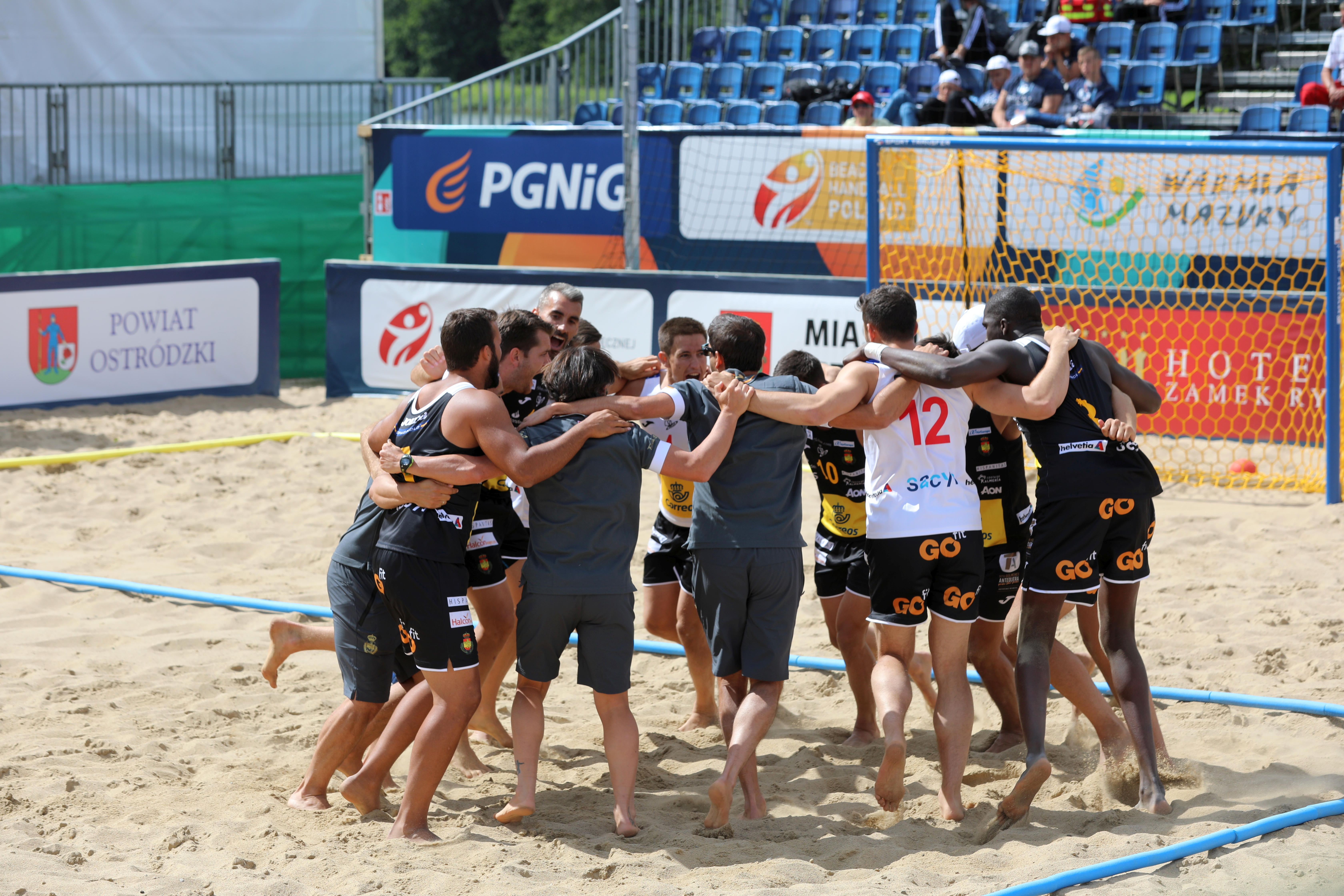

هندبال نه‌تنها یک ورزش رقابتی، بلکه ابزاری برای تقویت روحیه جمعی و انضباط فردی است. هندبال ورزشی است که—برای آموزش پایه و گسترش همگانی—به زیرساخت‌های کم‌هزینه نیاز دارد و این ویژگی، امکان گسترش آن را در مناطق محروم نیز فراهم می‌کند. با این‌وجود، تبدیل‌شدن به یک بازیکن نخبه، سال‌ها تمرین فشرده و پایبندی به اصول علمی آمادگی جسمانی را می‌طلبد.  

## مختصری از تعریف و لوازم و قوانین و تاریخچه
هندبال ترکیبی از سرعت، استقامت، تکنیک و استراتژی است و به همین دلیل، برای بازیکنان و تماشاگران جذابیت خاصی دارد. هندبال به طور رسمی در اوایل قرن بیستم در اروپا توسعه یافت و به تدریج به سایر نقاط جهان گسترش یافت.
هندبال در ابتدا به عنوان یک بازی تفریحی در کشورهای اسکاندیناوی و آلمان آغاز شد. در سال ۱۹۱۷، قوانین رسمی این بازی توسط یک معلم ورزش آلمانی به نام «کونراد کوچ» تدوین شد. در سال ۱۹۳۶، هندبال به عنوان یک ورزش رسمی در المپیک تابستانی برلین معرفی شد و از آن زمان به تدریج به یک ورزش جهانی تبدیل گردید.
چسب هندبال (یا چسب مخصوص هندبال) یک نوع چسب است که به بازیکنان هندبال کمک می‌کند تا توپ را بهتر و محکم‌تر در دست بگیرند. این چسب معمولاً برای افزایش قدرت چسبندگی و کنترل توپ استفاده می‌شود. چسب هندبال به بازیکنان کمک می‌کند تا توپ را بهتر نگه دارند و در برخورد با آن دقت بیشتری داشته باشند. توپ هندبال ممکن است در برخی شرایط لغزنده باشد، به ویژه در سالن‌های ورزشی گرم یا مرطوب، و چسب می‌تواند این مشکل را حل کند.
چسب‌های هندبال معمولاً در دو نوع عرضه می‌شوند:
- چسب مایع: که به طور مستقیم روی دستان بازیکن اعمال می‌شود. این نوع چسب به راحتی قابل استفاده است، اما باید حواستان باشد که استفاده بیش از حد از آن ممکن است باعث ایجاد لکه‌های چسبنده روی توپ یا لباس‌ها شود.
- چسب اسپری: که به صورت اسپری روی دست یا توپ اسپری می‌شود. این نوع چسب معمولاً دارای کاربرد سریع‌تری است و به دلیل نوع پاشش آن، چسبندگی یکنواختی ایجاد می‌کند.

چسب‌های هندبال معمولاً بر اساس چسبندگی طبیعی یا مصنوعی تولید می‌شوند. چسبندگی مطلوب کمک می‌کند تا توپ در هنگام پرتاب یا دریافت، به خوبی در دست بازیکن قرار گیرد.
- قوانین فدراسیون‌ها: در برخی از لیگ‌ها و مسابقات هندبال، استفاده از چسب‌های خاص ممکن است محدود یا حتی ممنوع باشد. بنابراین، همیشه بهتر است که از قوانین مسابقات و فدراسیون‌های مربوطه مطلع باشید.
- مراقبت از توپ و تجهیزات: چسب‌های مایع یا اسپری ممکن است باعث تغییر بافت یا سطوح توپ شوند. بنابراین، استفاده از آن‌ها باید با احتیاط صورت گیرد.
- از این هفت بازیکن، یک نفر به عنوان دروازه‌بان جلوی دروازه می‌ایستد. در ورزش هندبال بازیکنان برای کسب امتیاز باید توپ را درون دروازهٔ حریف جای دهند.
- در این ورزش از دست برای پاس دادن و شوت کردن استفاده می‌شود. در هندبال تیمی برنده است که تعداد گل بیشتری بزند.

این بازی در اواخر قرن نوزدهم میلادی در دانمارک ابداع گردید. شکل امروزی و استانداردشده هندبال در ۲۹ اکتبر ۱۹۱۷ در آلمان معرفی شد و این روز به عنوان روز تولد هندبال در نظر گرفته می‌شود.
مدت استاندارد بازی هندبال دو نیمهٔ ۳۰ دقیقه‌ای است. هندبالِ داخل سالن، هندبال روی چمن، هندبال ساحلی، هندبال چکی، هندبال آمریکایی و هندبال گیلیک، انواع مختلف هندبال هستند. به هندبالی که به صورت امروزی و در داخل سالن انجام می‌شود، هندبال تیمی، هندبال المپیکی و هندبال اروپایی نیز می‌گویند. هندبال روی چمن و هندبال چکی از انواع خارج سالنی هستند که در گذشته بیشتر مرسوم بوده‌اند. نوع دیگر هندبال که در ساحل‌ها برگزار می‌گردد، هندبال ساحلی یا شن‌بال (به انگلیسی: sandball) است. هندبال آمریکایی و گیلیک نیز شکل و روش کاملاً متفاوتی با هندبال مرسوم و المپیکی دارند. ورزش هندبال ورزشی سریع و دارای برخوردهای بدنی فراوان است.
هندبال مردان نخستین بار در بازی‌های المپیک در المپیک تابستانی ۱۹۳۶ برلین در فضای باز و در المپیک تابستانی ۱۹۷۲ در مونیخ در داخل سالن بازی شد. هندبال از آن زمان به یک ورزش المپیکی تبدیل شده‌است. هندبال زنان نیز در المپیک تابستانی ۱۹۷۶ به رشته‌های المپیکی افزوده شد.
فدراسیون بین‌المللی هندبال در سال ۱۹۴۶ تشکیل شد و تا سال ۲۰۱۶، تعداد ۱۹۷ فدراسیون عضو دارد. این ورزش در اروپا محبوبیت بیشتری دارد و کشورهای اروپایی از سال ۱۹۳۸ همگی مدال‌ها را به‌جز یک مدال در مسابقات قهرمانی مردان جهان کسب کرده‌اند. در مسابقات جهانی زنان تنها دو کشور غیر اروپایی مدال کسب کرده‌اند: کره جنوبی و برزیل. این ورزش همچنین در شرق آسیا، شمال آفریقا و بخش‌هایی از آمریکای جنوبی از محبوبیت بالایی برخوردار است.

## قانون‌های هندبال

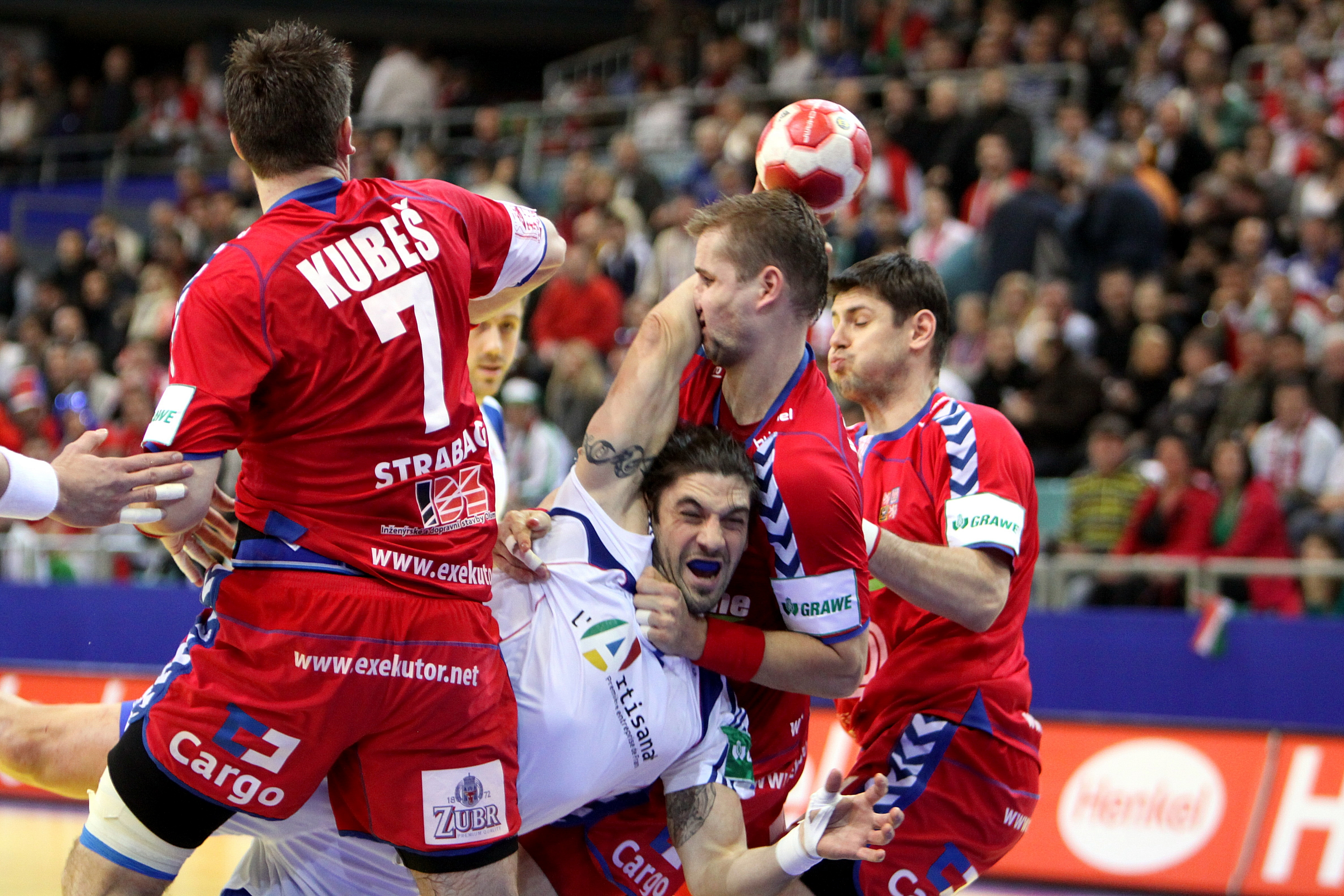
تصویری از دیدار هندبال فرانسه و جمهوری چک در مسابقات قهرمانی اروپا، سال ۲۰۱۰

قانون‌های هندبال در مجموعه قوانین فدراسیون جهانی هندبال ارائه شده‌اند.

### مشخصات زمین بازی

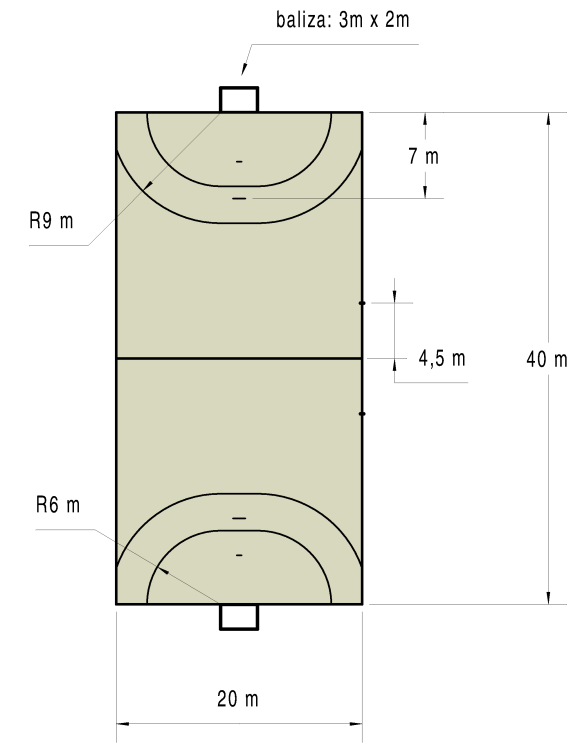
ابعاد زمین هندبال

بازی هندبال در زمینی به ابعاد ۲۰ در ۴۰ متر انجام می‌شود که در مرکز دو انتها، یک دروازه قرار دارد. یک محدوده نیم‌دایره در اطراف دروازه به فاصله شش متر از آن وجود دارد که محوطه دروازه نامیده می‌شود. همچنین یک خط‌چین در فاصله نه متری دروازه کشیده می‌شود که محل پرتاب آزاد را مشخص می‌کند.

### مشخصات دروازه
ابعاد دروازه هندبال، ۳×۲ متر است و باید به صورت ایمنی به زمین یا دیوار پشت خود متصل شود. محیط تیرهای دروازه، ۷ متر است. دروازه باید دارای تور باشد و به گونه‌ای ساخته شود که توپ پس از ورود به دروازه در حالت معمول، از دروازه خارج نشود.

### مدت بازی
بازی هندبال در دو زمان سی دقیقه‌ای انجام می‌شود. زمان استراحت بین دو نیمه، ۱۰ دقیقه است. تیم‌ها پس از پایان نیمه اول، زمین و نیمکت خود را عوض می‌کنند. در صورتی که بازی به تساوی برسد و نیاز باشد که یک تیم به عنوان برنده اعلام شود (مثلاً در مرحله حذفی)؛ بازی در حداکثر دو وقت اضافی که مدت هرکدام دو وقت ۵ دقیقه‌ای است، دنبال می‌شود. اگر پس از وقت‌های اضافی نیز برنده مشخص نشد، ضربات پنالتی (که مشابه با فوتبال است) مشخص‌کننده تیم برنده خواهد بود.
داور می‌تواند در شرایط مشخصی، زمان بازی را متوقف کند. این شرایط، شامل مصدومیت بازیکنان، جریمه شخصی و تمیز کردن زمین می‌باشد.
از سال ۲۰۱۲ هر تیم می‌تواند در هر بازی سه وقت استراحت درخواست کند (در هر نیمه، حداکثر دو وقت استراحت) که مدت هر وقت استراحت، یک دقیقه است. تنها تیمی که توپ را در اختیار دارد، قادر به درخواست وقت استراحت است و در زمان وقت استراحت نیز زمان بازی متوقف می‌شود.

### جریمهٔ شخصی
در این بازی، کارت زرد وجود دارد که کارت زرد دوم به معنای اخراج موقت است. مدت اخراج موقت در هندبال ۲ دقیقه است و بعد از این مدت بازیکن دوباره به زمین بازمی‌گردد. هر ۳ اخراج ۲ دقیقه‌ای، اخراج کامل از بازی را به همراه دارد که داور آن را با کارت قرمز نشان می‌دهد. یک خطای مرسوم که اسم آن، خط می‌باشد و بازیکن حق ورود به محوطه شش متر دروازه‌بان را ندارد. در هندبال انواع خطاهای دیگری نیز وجود دارد برای مثال خطای رانینگ (Running) این خطا بدین گونه است که بازیکن صاحب توپ پس از طی سه گام خود بدون زمین زدن توپ که مجاز است، اگر یک گام دیگری بردارد در این هنگام داور خطای رانینگ او را گرفته و مالکیت توپ عوض می‌شود؛ و خطای دبل اینکه توپ را به زمین زده و بعد بگیریم و سپس دوباره این کار را تکرار کنیم داور خطا می‌گیرد و توپ را به تیم مقابل می‌دهد.

### داوران
یک مسابقهٔ هندبال توسط دو داور با قدرت برابر قضاوت می‌شود. برخی از نهادهای ملی در موارد خاص در کوتاه مدت اجازه بازی با یک داور را می‌دهند. اگر داوران در هر موقعیتی با هم اختلاف نظر داشته باشند، تصمیم بر توافق دوجانبه در یک تایم‌اوت کوتاه گرفته می‌شود. داوران موظفند «بر اساس مشاهدات خود از حقایق» تصمیم‌گیری کنند. است و تنها در صورت عدم رعایت قوانین، قابل تجدید نظر است.
داوران به‌صورت مورب در یک راستا قرار دارند تا هر کدام بتوانند یک خط کناری را مشاهده کنند. بسته به موقعیت آن‌ها، یکی داور زمین و دیگری داور گل نامیده می‌شود. این موقعیت‌ها به موقعیت توپ بستگی دارد و متناوب است. داوران تقریباً هر ۱۰ دقیقه موقعیت خود را به‌صورت فیزیکی عوض می‌کنند (تبادل طولانی) و هر پنج دقیقه یک بار تغییر سمت می‌دهند (تبادل کوتاه).
داوران اصلی توسط یک داور شمارندهٔ گل‌ها و یک داور کنترل کنندهٔ زمان، همراهی می‌شوند که به ترتیب به کارهای رسمی مانند پیگیری گل‌ها و تعلیق‌ها یا زمان شروع و توقف‌ها می‌پردازند. آن‌ها همچنین نیمکت‌ها را زیر نظر دارند و اشتباهات تعویضی را به داوران اطلاع می‌دهند. میز آن‌ها بین دو ناحیهٔ بازیکنان ذخیره است.

### توپ
توپ هندبال کروی است و باید از چرم یا مواد مصنوعی ساخته شود. داشتن سطح براق و لغزنده مجاز نیست. از آن‌جایی که قرار است توپ با یک دست گرفته شود، اندازه‌های رسمی آن بسته به سن و جنسیت تیم‌های شرکت کننده متفاوت است.
هندبال معمولاً بین دو تیم با هفت بازیکن برگزار می‌شود، که شامل شش بازیکن میدان و یک دروازه‌بان است. هدف اصلی هر تیم این است که توپ را به دروازه حریف بیندازند و در عین حال از گل خوردن جلوگیری کنند. زمین بازی مستطیلی شکل است و دارای دروازه‌هایی در هر انتها است. قوانین هندبال شامل موارد زیر است: 1. **زمان بازی:** هر مسابقه به دو نیمه ۳۰ دقیقه‌ای تقسیم می‌شود و بین آنها یک وقفه ۱۰ دقیقه‌ای وجود دارد. 2. **تعداد تعویض‌ها:** تیم‌ها می‌توانند به طور نامحدود تعویض انجام دهند، به شرطی که بازیکنان در ناحیه مخصوص تعویض قرار بگیرند. 3. **خطاها:** بازیکنان مجاز به برخورد فیزیکی با حریف نیستند و هرگونه خطا ممکن است منجر به اخطار یا اخراج بازیکن شود.
تکنیک و استراتژی
تکنیک‌های هندبال شامل پاس دادن، شوت زدن، دریبل کردن و دفاع کردن است. هر کدام از این تکنیک‌ها نیاز به تمرین و مهارت دارد. استراتژی‌های بازی نیز به نوع تیم و سبک بازی آن بستگی دارد. برخی از تیم‌ها به بازی تهاجمی و فشار بالا روی حریف متمایل هستند، در حالی که دیگران ممکن است به دفاع منسجم و استفاده از ضد حملات تمرکز کنند